# 比爾空軍基地
比爾空軍基地（英語：Beale Air Force Base）是位於美國加利福尼亞州尤巴縣的一個人口普查指定地區。

## 地理
比爾空軍基地的座標為39°08′10″N 121°26′11″W / 39.13611°N 121.43639°W，而該地最高點為海拔高度60米（即197英尺）。

## 人口
根據2010年美國人口普查的數據，比爾空軍基地的面積為26.18平方千米，當中陸地面積為26.15平方千米，而水域面積為0.03平方千米。當地共有人口22639人，而人口密度為每平方千米864人。